# Нобусуке Киши
Нобусуке Киши (岸信介) е японски политик и министър-председател на 56-о и 57-ото правителство от 25 февруари 1957 до 19 юли 1960 г. Киши е един от най-противоречивите японски политици, чиято кариера преминава от министерски пост и депут, през затвора като военнопрестъпник, за да се завърне като министър-председател.

## Ранни години
Нобусуке Киши е роден на 13 ноември 1896 г. като Нобусуке Сато, в Табусе, префектура Ямагучи. Той е втори син в семейството на Хидесуке и Мойо Сато. Баща му, произхождащ от рода Киши, е осиновен от Сато и приема тяхното име. Подобно на него, Нобусуке е осиновен от по-големия брат на баща си и приема фамилията Киши. Сато и Киши са родове със самурайски произход от бившето княжество Чошу – факт, който се оказва от голяма важност за кариерата на Нобусуке. Самураите от Чошу, сред които и прадядото на Киши, участват активно в Реставрацията Мейджи от 1868 г., и установяването на модерната политическа система в Япония. Така Киши израства в среда, където политиката винаги е била на преден план. По-големият му брат Ичиро Сато става вицеадмирал, по-младият – Ейсаку Сато е министър-председател в 1965 г., а вуйчо му Йосуке Мацуока е външен министър на Япония в 1940 – 1941 г. Киши учи в престижната Първа токийска гимназия, а през 1917 г. постъпва в Токийския императорски университет. Там той учи право, като сред преподавателите му е известният с консервативната си и националистическа интерпретация на конституцията Шинкичи Уесуги. В началото на 20-те години на ХХ век Киши изпитва силното влияние на творбите на Икки Кита, националистически настроен философ, търсещ радикално преобразуване на японското общество.

## Кариера в бюрокрацията
След завършването на университета в 1920 г., Киши започва работа в Министерството на земеделието и търговията, доказвайки се бързо като способен и амбициозен чиновник. През 1936 г. е назначен на втория най-важен граждански пост в министерството, отговорен за промишленото развитие на Манджурия, току-що колонизирана от Япония. На тази позиция той работи тясно с Хидеки Тоджо, по това време нечалник-щаб на Квантунската армия. Когато Тоджо става министър-председател през октомври 1941 г., той предлага на Киши поста министър на търговията и промишлеността. Така Киши се оказва част от японското ръководство, отговорно за включването на страната във Втората световна война.

## Арест и връщането във властта
След окупацията на Япония от американската армия в края на Втората световна война, Киши е арестуван и в продължение на три години статутът му е на военнопрестъпник. По време на престоя си в затвора „Сугамо“, до освобождаването му без процес през 1948 г., Киши прекарва времето си в четене и размишления над западния либерализъм. Въпреки че вероятно е по-благоразположен към демократичната теория от преди, той е разтревожен от много от реформите на окупационните власти. През 1953 г. Киши започва новата си политическа кариера и забележително завръщане, което за пет години го превръща от военнопрестъпник в министър-председател. В 1954 г. той помага на Ичиро Хатояма да свали премиера Шигеру Йошида. Следващата 1955 г. двете основни консервативни партии се сливат и образуват Либералнодемократическата партия, на която Киши става генерален-секретар. Като важна връзка между двете страни на партията – фракцията на Хатояма и на Йошида, водена от по-малкия му брат, Киши става доминираща фигура в тази политическа сила. В правителството на Тандзан Ишибаши, образувано през 1956 г., Киши е вицепремиер и министър на външните работи. В началото на 1957 г., когато Ишибаши е принуден да остави поста поради здравословни проблеми, Киши е този който го наследява. През цялото си управление обаче, той не е популярен сред обществото и в крайна сметка това довежда до падането на кабинета му. Участието му в правителството на Хидеки Тоджо и определянето му като един от основните военнопрестъпници го превръщат в символ на отминалата ера, която мнозина японци се опитват да забравят, а за студенти, социалисти, интелигенцията и много други групи, той е откровен фашист. Те са одозрителни към всяко негово действие, и в частност към намерението му да промени конституцията, да превъоръжи страната и да разшири договора за сигурност със САЩ.

## Министър-председател
Японските отношения със САЩ са доминиращи през тригодишното управление на Киши от 1957 до лятото на 1960 г. Основният въпрос е договорът за сигурност, подписан през септември 1951 г., който японската общественост и редица политици възприемат като откровено нарушаване на националния суверинитет, въвличащо Япония в новата студена война без нейно съгласие. Опитвайки се да изолзва в своя полза тези национални чувства, Киши посещава през юни 1957 г. Вашингтон и спечелва обещанието на американците за изтегляне на всички сухопътни сили в рамките на година, както и да започнат преговори по нов договор за взаимна отбрана. Тези преговори започват през есента на 1958 г. и продължават през цялата година. В януари 1960 г. Киши отново посещава Вашингтон за церемонията по подписване на новия по-справедлив за Япония договор, който смята за голям политически триумф и че чрез него ще успее да укрепи властта си в партията. При дабатите в парламента около ратификацията на документа обаче се случва точно обратноко. Извън сградата, студенти, леви активисти, синдикати и интелектуалци, винаги недоверчиви към Киши, се включват към опозицията и създават най-сериозните политически размирици, които страната е виждала от предвоенния период. В нощна сесия на парламента в средата на май 1960 г., след като полицията влиза в камарата, за да отстрани социалистическите депутати, които протестират, Киши принуждава депутатите да одобрят договора. Тези му действия обаче засилват обществената антипатия към него още повече и митингите и протестите пред премиерската резиденция и парламента не спират. Отложено е и посещението на американския президент Дуайт Айзенхауер в Токио. В тази изключително напрегната обстановка на 23 юни 1960 г. Киши е принуден да обяви оставката на кабинета си. Малко след това, докато участва в банкет на своя наследник Хаято Икеда, Киши е промушен с нож от десен фанатик. Раната обаче не е сериозна и той продължава да диктува политиката зад сцената, оставайки активен член на ЛДП.

## Семейство
Като младеж Киши се жени за своята братовчедка и дъщеря на премните му родители Йошико Киши, от която има две деца – син Нобукадзу и дъщеря Йоко, женена за бившия външен министър Шинтаро Абе и майка на министър-председателя Шиндзо Абе. Нобусуке Киши умира на 7 август 1987 г. в токийска болница на 90-годишна възраст.